# Anthems for the Damned
Anthems for the Damned es el cuarto álbum de estudio del grupo estadounidense de metal industrial Filter, lanzado en 2008.

## Listado de canciones
| LP original |                                |                  |          |  |
| N.º         | Título                         | Música           | Duración |  |
| 1.          | «Soldiers of Misfortune»       | Lenardo, Patrick | 4:25     |  |
| 2.          | «What's Next»                  | John 5, Patrick  | 3:34     |  |
| 3.          | «The Wake»                     | Patrick, Walker  | 3:56     |  |
| 4.          | «Cold (Anthem for the Damned)» | Patrick          | 3:45     |  |
| 5.          | «Hatred Is Contagious»         | Patrick          | 4:25     |  |
| 6.          | «Lie After Lie»                | Patrick          | 3:45     |  |
| 7.          | «Kill the Day»                 | Lenardo, Patrick | 3:31     |  |
| 8.          | «The Take»                     | John 5, Patrick  | 3:16     |  |
| 9.          | «I Keep Flowers Around»        | Patrick          | 4:27     |  |
| 10.         | «It Can Never Be the Same»     | Patrick          | 4:32     |  |
| 11.         | «Only You»                     | Patrick          | 4:40     |  |
| 12.         | «Can Stop This»                | Dileo, Patrick   | 5:55     |  |
| 55:01       |                                |                  |          |  |

## Posición en listas

### Álbum
| Año  | Trabajo                | Lista                  | Posición |
| ---- | ---------------------- | ---------------------- | -------- |
| 2008 | Anthems For The Damned | Billboard 200          | 60       |
| 2008 | Anthems For The Damned | Top Independent Albums | 5        |

### Sencillos
| Año  | Trabajo                  | Lista                  | Posición |
| ---- | ------------------------ | ---------------------- | -------- |
| 2008 | «Soldiers Of Misfortune» | Mainstream Rock Tracks | 27       |

## Créditos
- Josh Abraham — Productor
- Wes Borland —	Músico
- Rae DiLeo — Productor
- Josh Freese —	Músico
- John 5 — Músico
- Brian Porizek — Diseño
- Marcus Samperio — Asistente de ingeniería
- Luke Walker — Compositor